# Palombia
Palombia, oficial Statele Unite ale Palombiei, este o țară fictivă din America de Sud creată de André Franquin în paginile benzilor desenate belgiene Spirou & Fantasio. Numele este un joc de cuvinte din 1951 bazat pe numele țărilor Paraguay și Columbia. Moneda oficială este peso palombian.

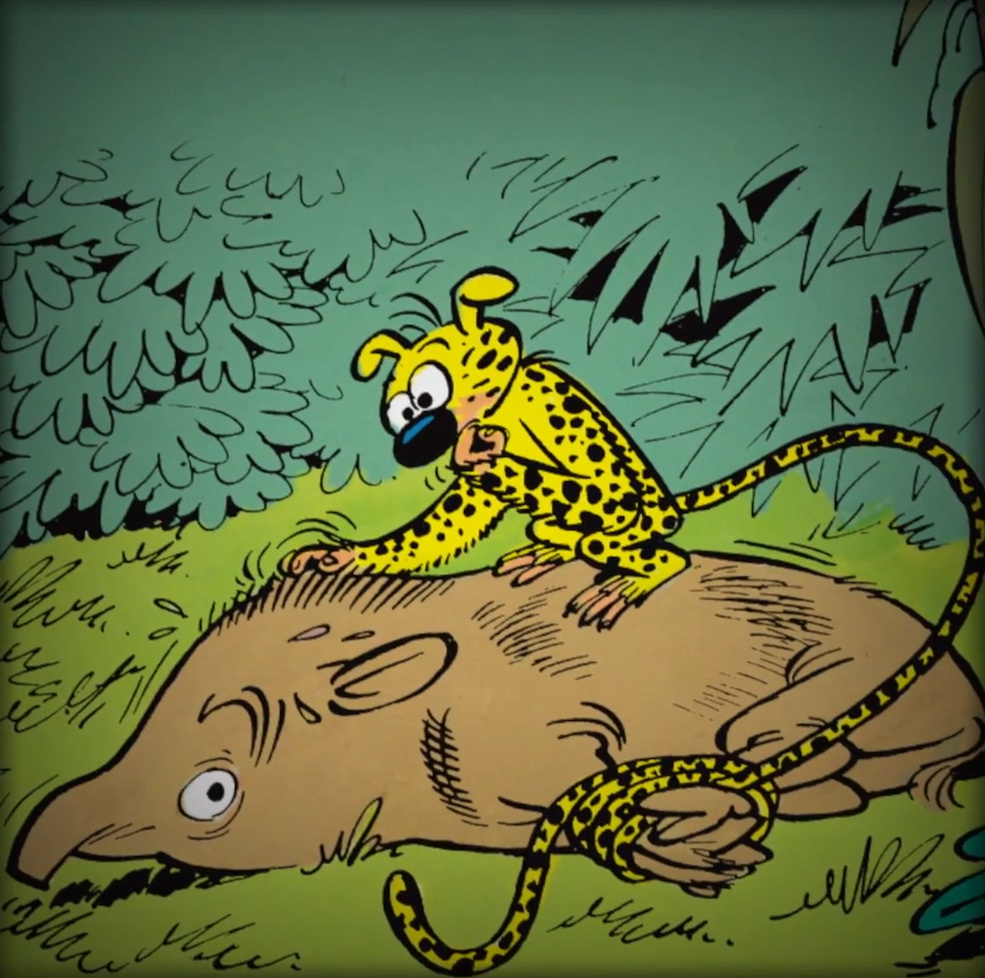
Un marsupilami și un tapir în jungla din Palombia

## Istorie
Istoria Palombiei a fost adesea zguduită de revoltele pentru independența față de Spania în 1923. În 1950 revoluționarul Zantas a preluat puterea, proclamându-se general. Spirou și Fantasio îl consideră ca pe un văr îndepărtat.
De la sfârșitul anului 1960 a avut loc un adevărat boom economic în Palombia, ani în care Papa Prinz a venit la putere urmat de fiul său Baby Prinz, înlăturat în 1990 de Achilo Zavatas.
În această bandă desenată, André Franquin nu ratează nicio ocazie de a condamna desenele militare violente.

## Economie
Așa- numita criză a săpunului a marcat puternic viața economică a Palombiei. Într-adevăr, economia este inexistentă: în 1930 Henry Ford a încercat să construiască industrii în jungla palombiană, dar cu foarte puțin succes.
Economia este reprezentată de compania aeriană internațională, Palombian Airways, care leagă toate companiile principale de capitala Chiquito.